# Villinger Münster

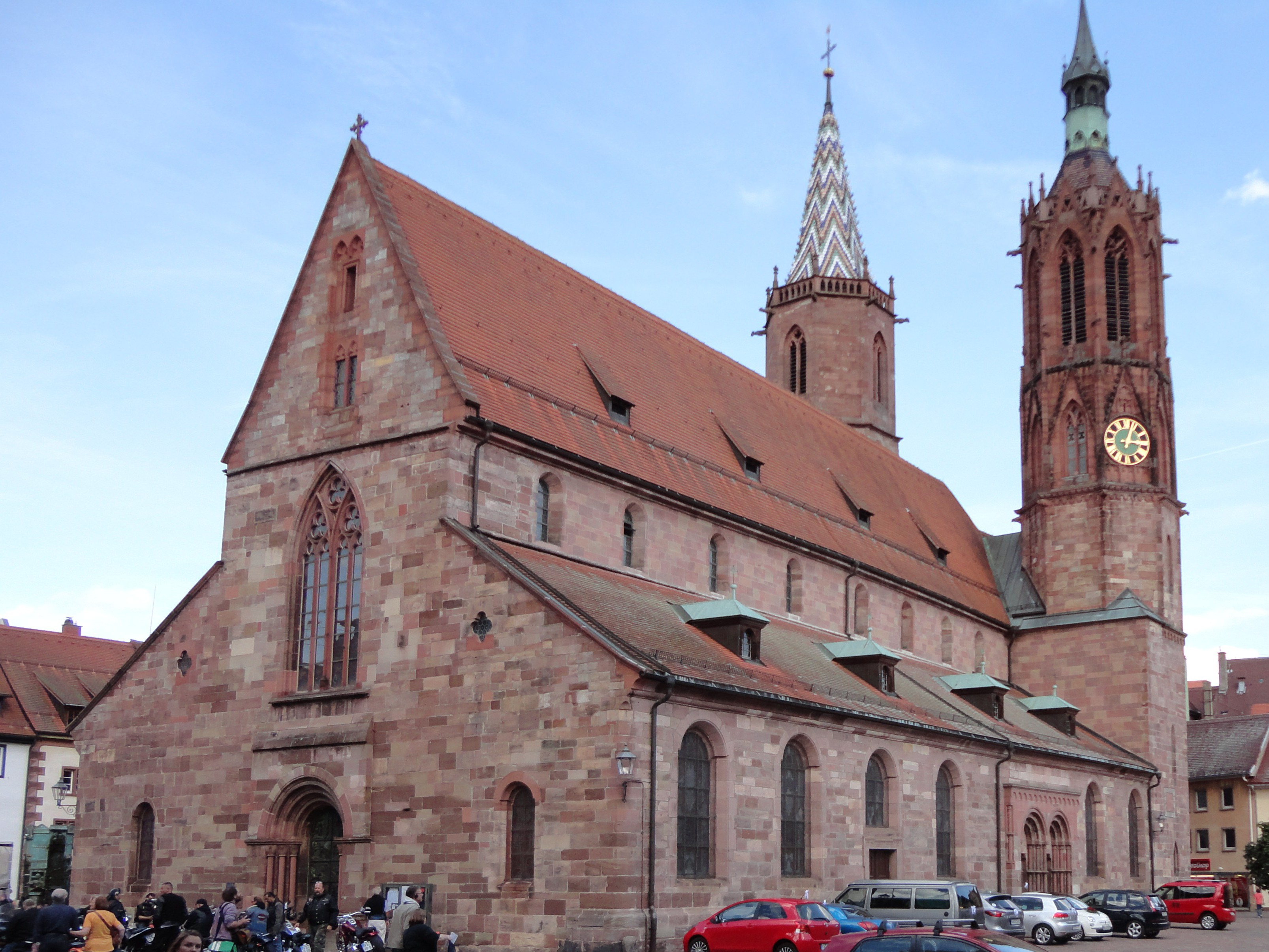
Das Villinger Münster (Südwestansicht)

Das Münster Unserer Lieben Frau um 1912

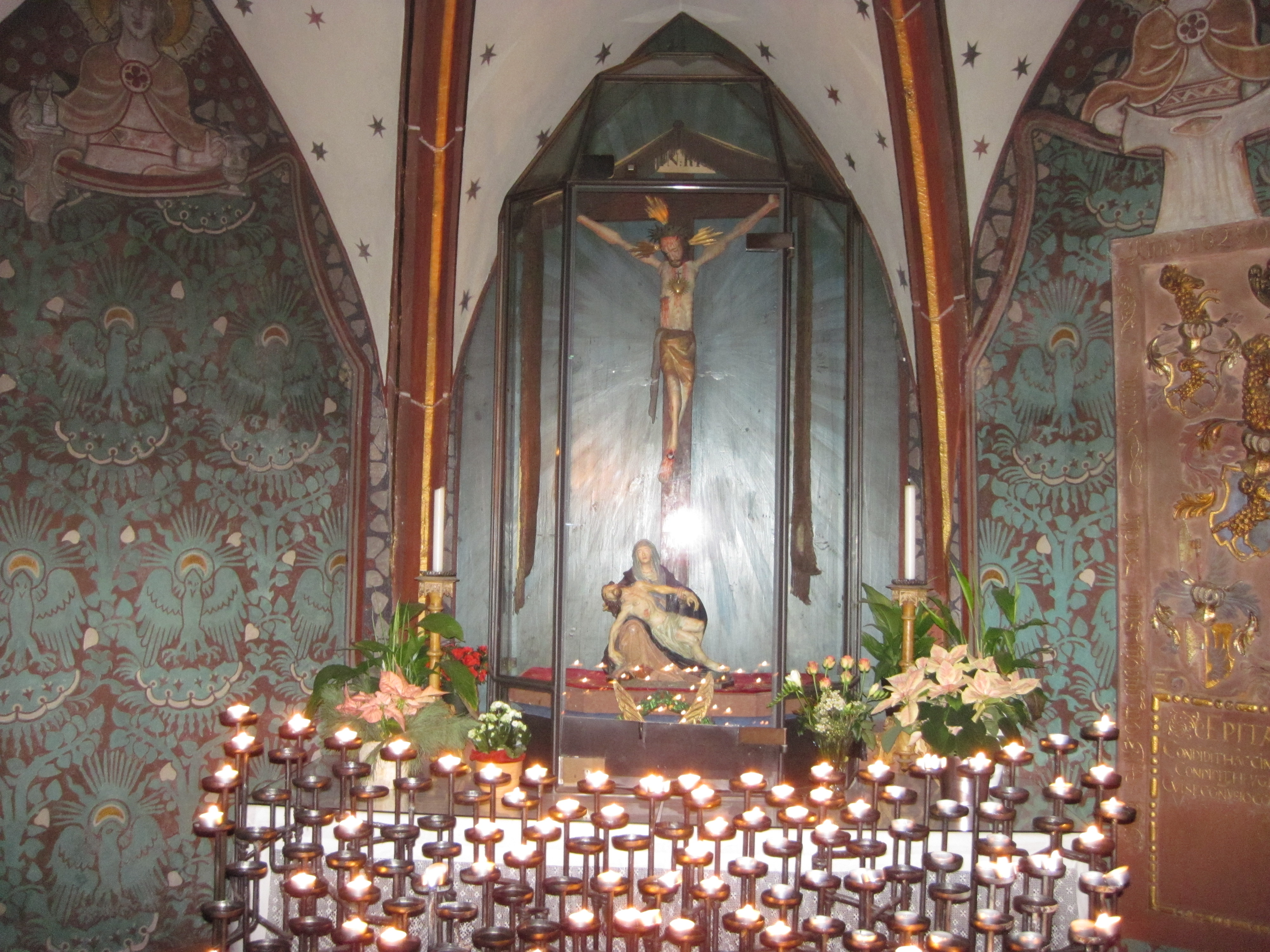
Das Nägelinskreuz im Münster

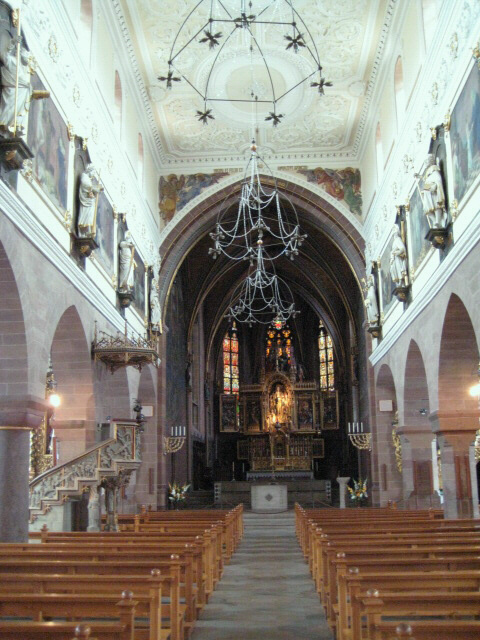
Innenansicht: Die Apostelfiguren an den Seitenwänden von Anton Joseph Schupp und links die von Conrad Rötlin um 1510 geschaffene Kanzel aus Sandstein

Das Villinger Münster (Münster Unserer Lieben Frau) ist ein Münster im Zentrum des Stadtbezirks Villingen in Villingen-Schwenningen. Es ist die katholische Hauptkirche Villingens. Ursprünglich war es Johannes dem Täufer geweiht. Im Villinger Münster befindet sich das Nägelinskreuz.

## Bauwerk
Das Wahrzeichen Villingens wurde 1130 im romanischen Stil begonnen und 1284 gotisch fertiggestellt, später aber erweitert. Anlass für den Stilwechsel war der Villinger Stadtbrand von 1271, der Teile des Münsters zerstört hatte. Zwei 50 Meter hohe Türme wurden im 15. und 16. Jahrhundert hinzugefügt.

## Veränderungen
Im 18. Jahrhundert wurde es um barocke Elemente erweitert, unter anderem um eine Stuckdecke und einen Hochaltar (1738) durch Johann Martin Hermann. Das gotische Radfenster wurde durch ein Spitzbogenfenster und die Tonnendecke wurde 1701 durch eine Stuckdecke des Villinger Stuckateurs Ignatius Bürkner ersetzt. Die Apostelfiguren an den Seitenwänden schuf 1715 bis 1719 Anton Joseph Schupp. 1724 fertigten die einheimischen Schlosser Johann Stern und Caspar Speth das Chorabschlussgitter. Reste davon sind noch im Franziskanermuseum erhalten.
Puritanische Bestrebungen im 19. Jahrhundert führten zum Verlust zahlreicher Einrichtungsobjekte. Es wurden 1829 unter anderem entfernt: 70 Statuen, 10 Glasfenster, 60 Epitaphien und das Chorgitter. 1851 wurde der Vorbau des Doppelportals von 1623 entfernt. Er ist überliefert auf einem Aquarell von Pieter Francis Peters. Der barocke Hochaltar wurde 1857 entfernt. Erhalten blieb die gotische Kanzel, deren Erbauer bisher unbekannt blieb.
Im Jahr 1908 hatte das Münster für die Kapellen in den Untergeschossen der beiden Türme zwei gekuppelte Doppelaltäre von den Gebrüdern Moroder mit den von Martin Feuerstein bemalten Altarblättern erhalten. Im Zweiten Weltkrieg erlitt das Villinger Münster bis auf die Zerstörung der nördlichen Münsterfenster keine Schäden
Von 1978 bis 1982 wurde das Münster grundlegend renoviert. Es erhielt unter anderem einen neuen Bodenbelag und neue Bänke. Das Kirchenschiff wurde mit neuen Fenstern und einer neuen Priesterbank (beides von Elmar Hillebrand) sowie mit einem Ambo und einem Zelebrationsaltar von Klaus Ringwald ausgestattet.
Die beiden Portale, das Hauptportal und das Südportal, wurden ebenfalls von Klaus Ringwald entworfen und aus Bronze gefertigt.

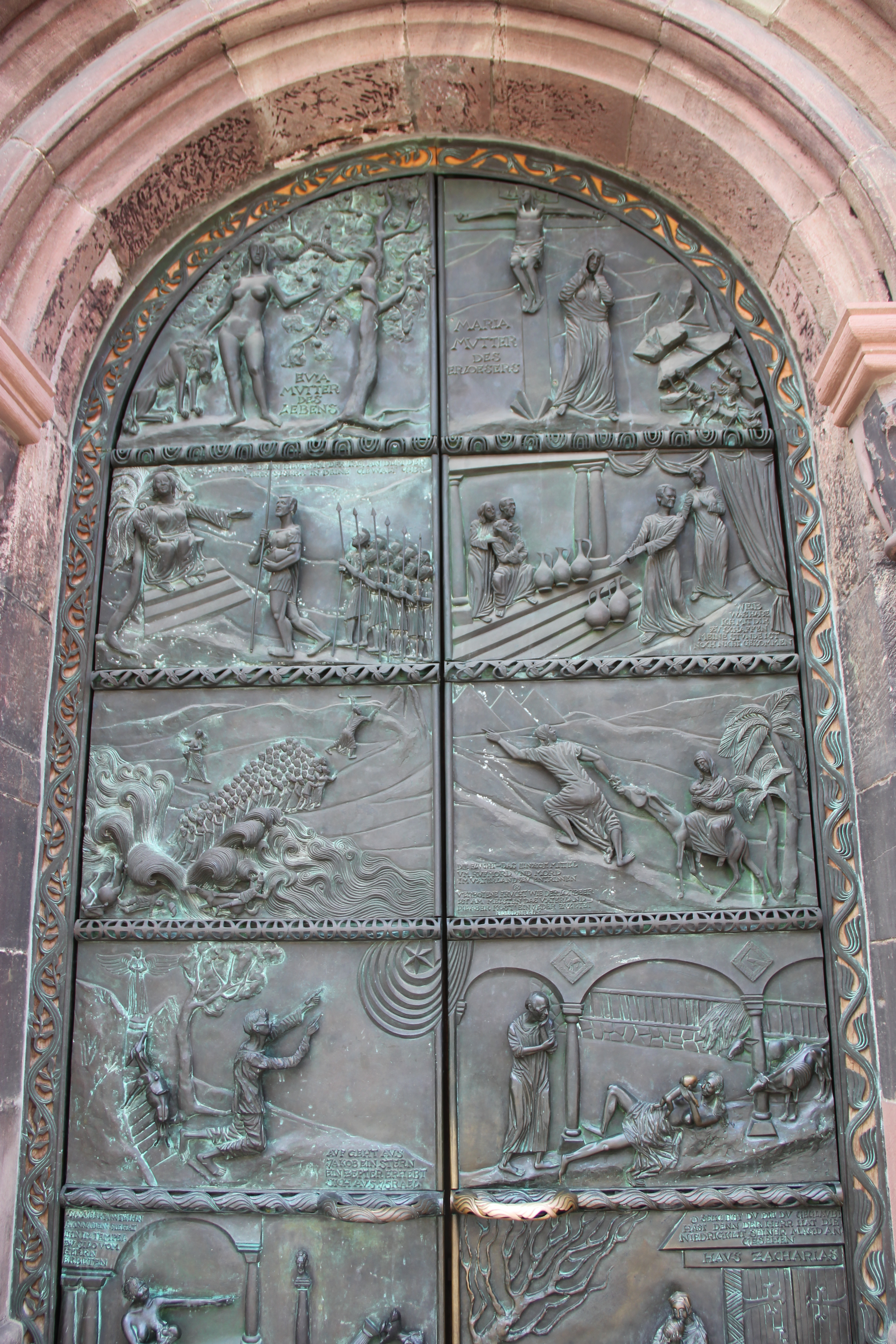
Bronzearbeit von Klaus Ringwald am Hauptportal

Im Zuge der Kirchenentwicklung 2030 wird das Münster die Pfarrkirche der sechs Seelsorgeeinheiten und eine Fläche von 628 km² umfassenden Pfarrei Unsere Liebe Frau Villingen.

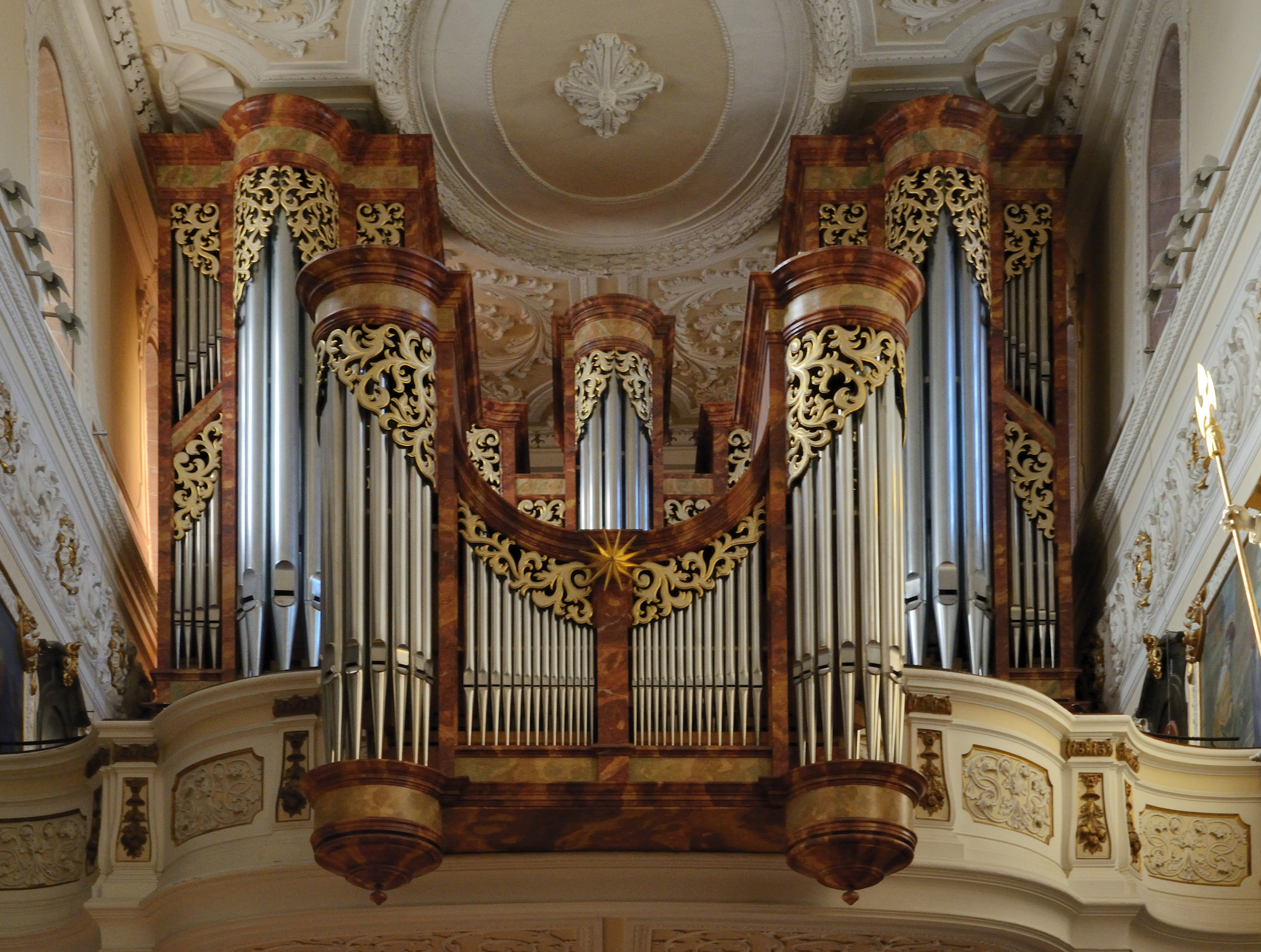
Prospekt mit Rückpositiv der Sandtner Orgel

## Orgel
Die Orgel wurde 1983 von der Orgelbaufirma Sandtner aus Dillingen erbaut. Das Instrument hat eine mechanische Spieltraktur und eine elektrische Registertraktur.
| I Rückpositiv C–a3 |                  |        |
| 01.                | Principal        | 08′    |
| 02.                | Rohrgedackt      | 08′    |
| 03.                | Quintade         | 08′    |
| 04.                | Octave           | 04′    |
| 05.                | Traversflöte     | 04′    |
| 06.                | Gemshorn         | 02′    |
| 07.                | Sesquialter II 0 | 02 ⁄3′ |
| 08.                | Larigot          | 01 ⁄3′ |
| 09.                | Mixtur IV        | 01′    |
| 10.                | Dulcian          | 16′    |
| 11.                | Cromorne         | 08′    |
|                    | Cimbelstern      |        |
|                    | Tremulant        |        |

| II Hauptwerk C–a3 |                         |         |
| 13.               | Praestant               | 16′     |
| 14.               | Principal               | 08′     |
| 15.               | Gamba                   | 08′     |
| 16.               | Spitzflöte              | 08′     |
| 17.               | Holzgedackt             | 08′     |
| 18.               | Quinte                  | 05 1⁄3′ |
| 19.               | Octave                  | 04′     |
| 20.               | Blockflöte              | 04′     |
| 21.               | Terz                    | 03 1⁄5′ |
| 22.               | Quinte                  | 02 ⁄3′  |
| 23.               | Octave                  | 02′     |
| 24.               | Cornet V (ab g0)        | 08′     |
| 25.               | Mixtur IV-V             | 01 ⁄3′  |
| 26.               | Cimbel III              | 01⁄3′   |
| 27.               | Trompeta magna 0        | 16′     |
| 28.               | Trompete                | 08′     |
| 29.               | Vox humana              | 08′     |
| 30.               | Clarino                 | 04′     |
|                   | Carillon (Klangschalen) |         |
|                   | Tremulant               |         |

| III Schwellwerk C–a3 |                   |         |
| 31.                  | Bourdon           | 16′     |
| 32.                  | Principal         | 08′     |
| 33.                  | Flauto            | 08′     |
| 34.                  | Salicional        | 08′     |
| 35.                  | Voix céleste      | 08′     |
| 36.                  | Octave            | 04′     |
| 37.                  | Holzflöte         | 04′     |
| 38.                  | Viola             | 04′     |
| 39.                  | Nasard            | 02 ⁄3′  |
| 40.                  | Waldflöte         | 02′     |
| 41.                  | Terz              | 01 3⁄5′ |
| 42.                  | Sifflet           | 01′     |
| 43.                  | Fourniture IV-V 0 | 02′     |
| 44.                  | Basson            | 16′     |
| 45.                  | Trompete          | 08′     |
| 46.                  | Hautbois          | 08′     |
| 47.                  | Clairon           | 04′     |
|                      | Tremulant         |         |

| Pedal C–f1 |                |         |
| 48.        | Untersatz      | 32′     |
| 49.        | Principal      | 16′     |
| 50.        | Subbass        | 16′     |
| 51.        | Quinte         | 10 2⁄3′ |
| 52.        | Octavbass      | 08′     |
| 53.        | Gedackt        | 08′     |
| 54.        | Octave         | 04′     |
| 55.        | Pommer         | 04′     |
| 56.        | Holzpfeife     | 02′     |
| 57.        | Hintersatz V 0 | 02 ⁄3′  |
| 58.        | Posaune        | 16′     |
| 59.        | Fagott         | 16′     |
| 60.        | Trompete       | 08′     |
| 61.        | Schalmey       | 04′     |

- Koppeln: I/II, III/II, III/I, I/Ped, II/Ped, III/Ped, III/Ped 4′
- Spielhilfen: 1600-fache elektronische Setzeranlage, Crescendowalze

## Glocken und Glockenspiel

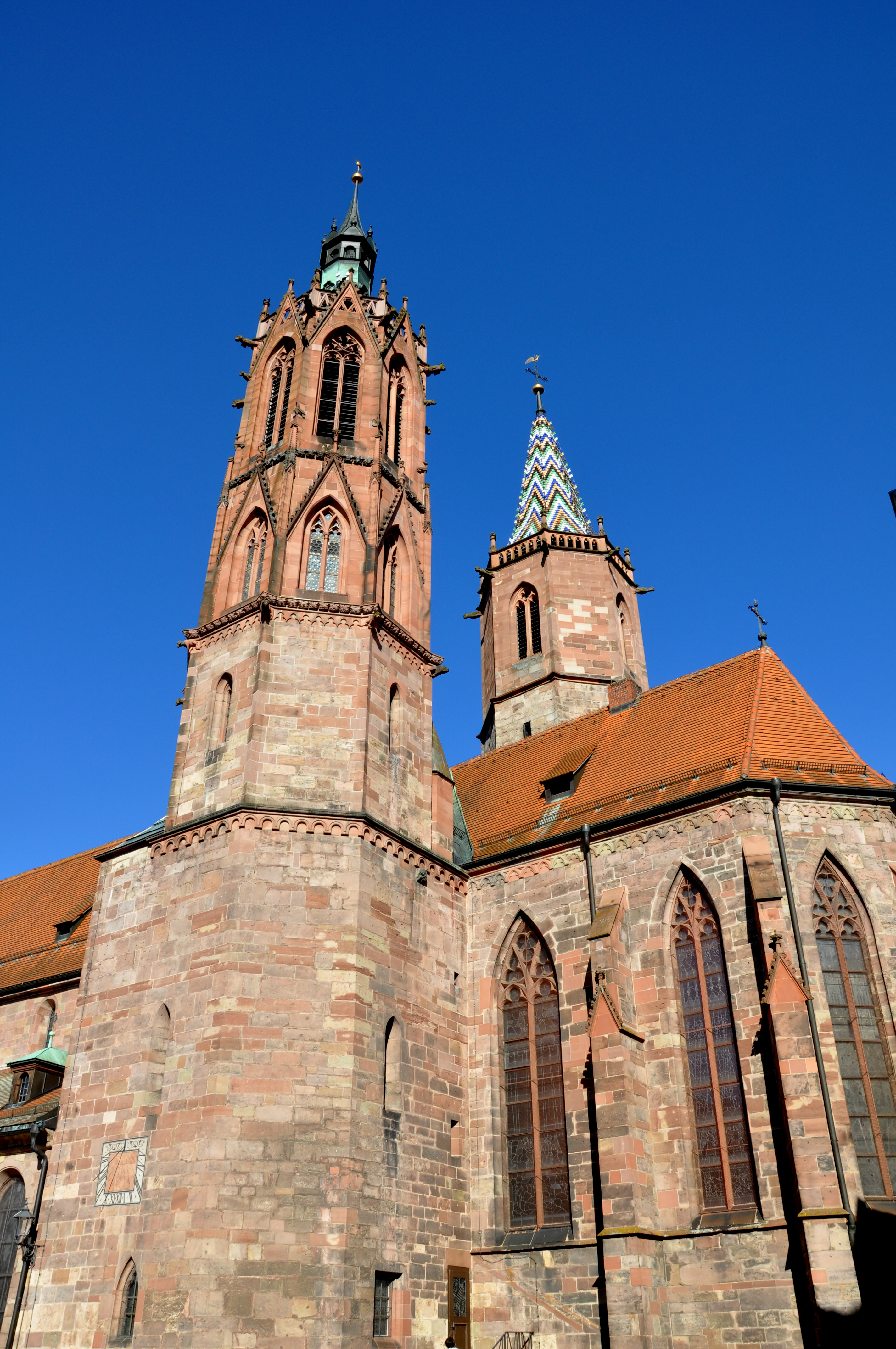
Die Türme des Münsters von Süden

Das Münster verfügt über ein neunstimmiges Geläut sowie eine historische Glocke aus dem 14. Jahrhundert in der Dachlaterne des Südturms. Acht Glocken des Geläuts wurden 1954 von der Glockengießerei F. W. Schilling gegossen, eine weitere Glocke 1985 von der  Karlsruher Glockengießerei. Sieben der Läuteglocken hängen im Südturm in einem Holzglockenstuhl. Im Nordturm hängen die beiden tontiefsten Glocken in einem Stahlglockenstuhl.
| Nr. | Name              | Gießer                      | Gussjahr | Durchmesser | Masse (ca.) | Schlagton (HT-1/16) |
| --- | ----------------- | --------------------------- | -------- | ----------- | ----------- | ------------------- |
| 1   | Christus Salvator | F. W. Schilling, Heidelberg | 1954     | 1982 mm     | 5400 kg     | as0 −4              |
| 2   | St. Jakobus       | Karlsruher Glockengießerei  | 1985     | 1715 mm     | 3651 kg     | b0 −3               |
| 3   | Maria             | F. W. Schilling, Heidelberg | 1954     | 1458 mm     | 2065 kg     | des1 −4             |
| 4   | St. Josef         | F. W. Schilling, Heidelberg | 1954     | 1284 mm     | 1389 kg     | es1 −4              |
| 5   | Johannes d.T.     | F. W. Schilling, Heidelberg | 1954     | 1177 mm     | 1098 kg     | f1 −6               |
| 6   | Peter und Paul    | F. W. Schilling, Heidelberg | 1954     | 0982 mm     | 0617 kg     | as1 −4              |
| 7   | Nikolaus von Flüe | F. W. Schilling, Heidelberg | 1954     | 0915 mm     | 0508 kg     | b1 −4               |
| 8   | St. Pius X.       | F. W. Schilling, Heidelberg | 1954     | 0805 mm     | 0336 kg     | c2 −6               |
| 9   | Schutzengel       | F. W. Schilling, Heidelberg | 1954     | 0760 mm     | 0290 kg     | des2 −4             |
| I   | Taufglocke        | unbekannt                   | ~14. Jh. | 0430 mm     |             | ~ h″                |

Im Südturm des Münsters hängt ein Glockenspiel mit einem Tonumfang von es1 und as1 bis a5. 46 Glocken wurden 2006 von der Glockengießerei Perner gegossen. Außerdem wurde eine Glocke des ursprünglichen Münster-Geläuts von Grüninger aus dem Jahr 1909 in das Glockenspiel integriert. Ferner sind vier Läute-Glocken des Münster-Geläutes spielbar (Glocken 4, 6 ff.).
Mit insgesamt 51 Glocken stellt dieses „eines der größten Glockenspiele im süddeutschen Raum“ dar. Der Glockenstuhl mit den 47 Spielglocken, einer zylindrischen Stahlkonstruktion, befindet sich auf einer zweigeschossigen Turmzwischenetage.
Die schwerste Glocke konnte 2020 wegen eines Risses nicht mehr geläutet werden und musste vom Turm genommen werden, um sie reparieren zu lassen. Diese Reparatur führte die Glockengießerei Eijsbouts in Asten (Niederlande) aus.

## Veranstaltungen
Neben Gottesdiensten finden im Villinger Münster auch Konzerte statt, die allerdings auf Geistliche Musik beschränkt bleiben.

## Persönlichkeiten
- Ewald Huth (1890–1944), Chordirektor und Organist, wurde wegen Kritik am Nationalsozialismus hingerichtet
- Stephan Rommelspacher (* 1959), Kirchenmusiker, Chorleiter und Organist

## Literatur

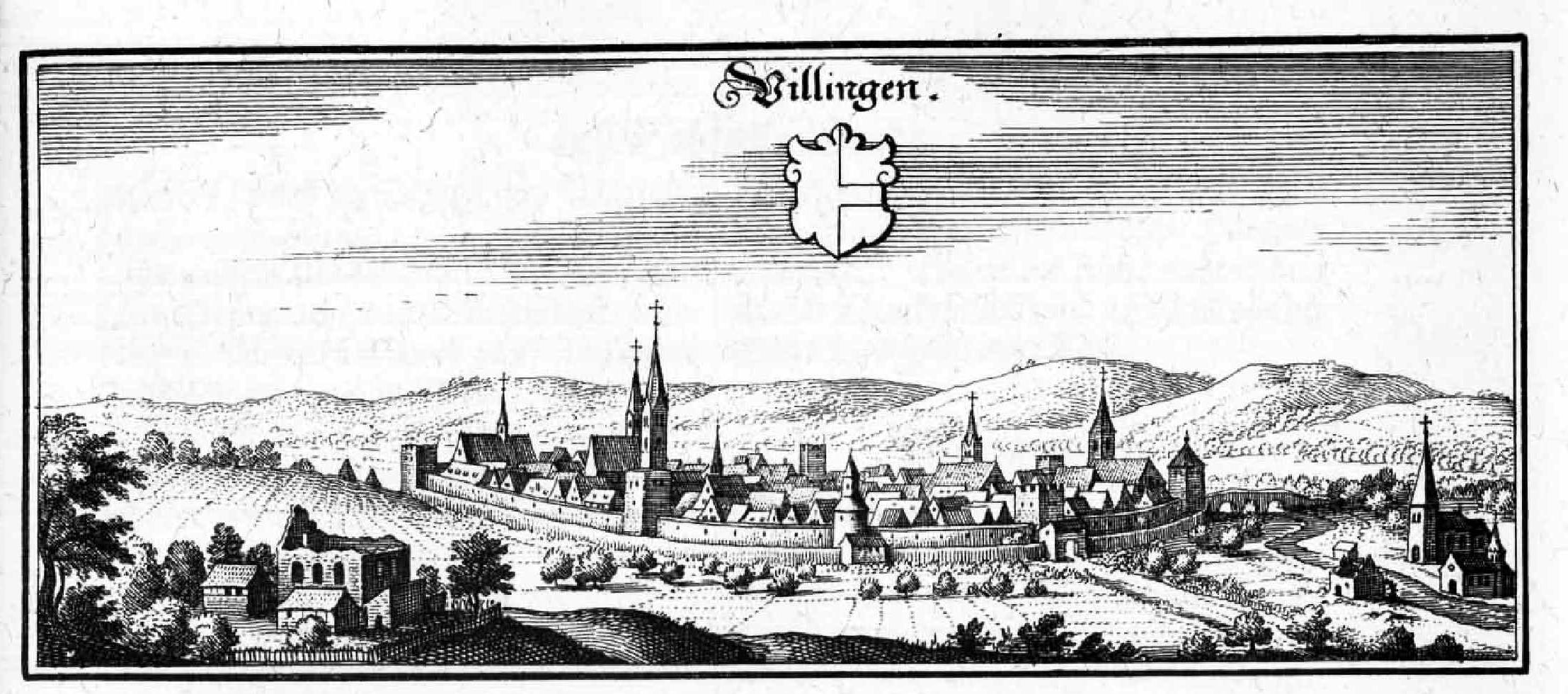
Villingen mit Münster, 1643/1656

## Weitere Frauenkirchen
- siehe Liste von Frauenkirchen